# Byggnad

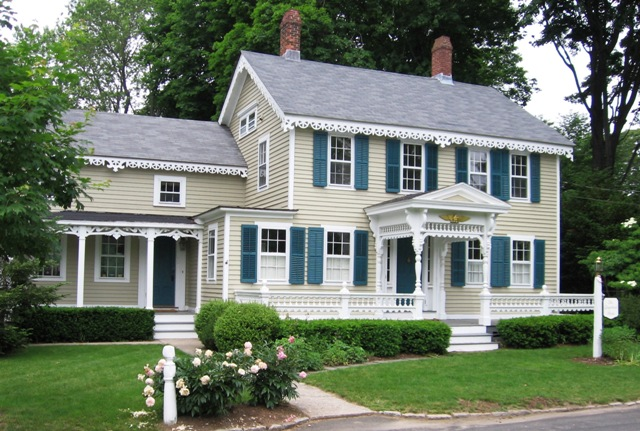
Ett enfamiljshus i trä.

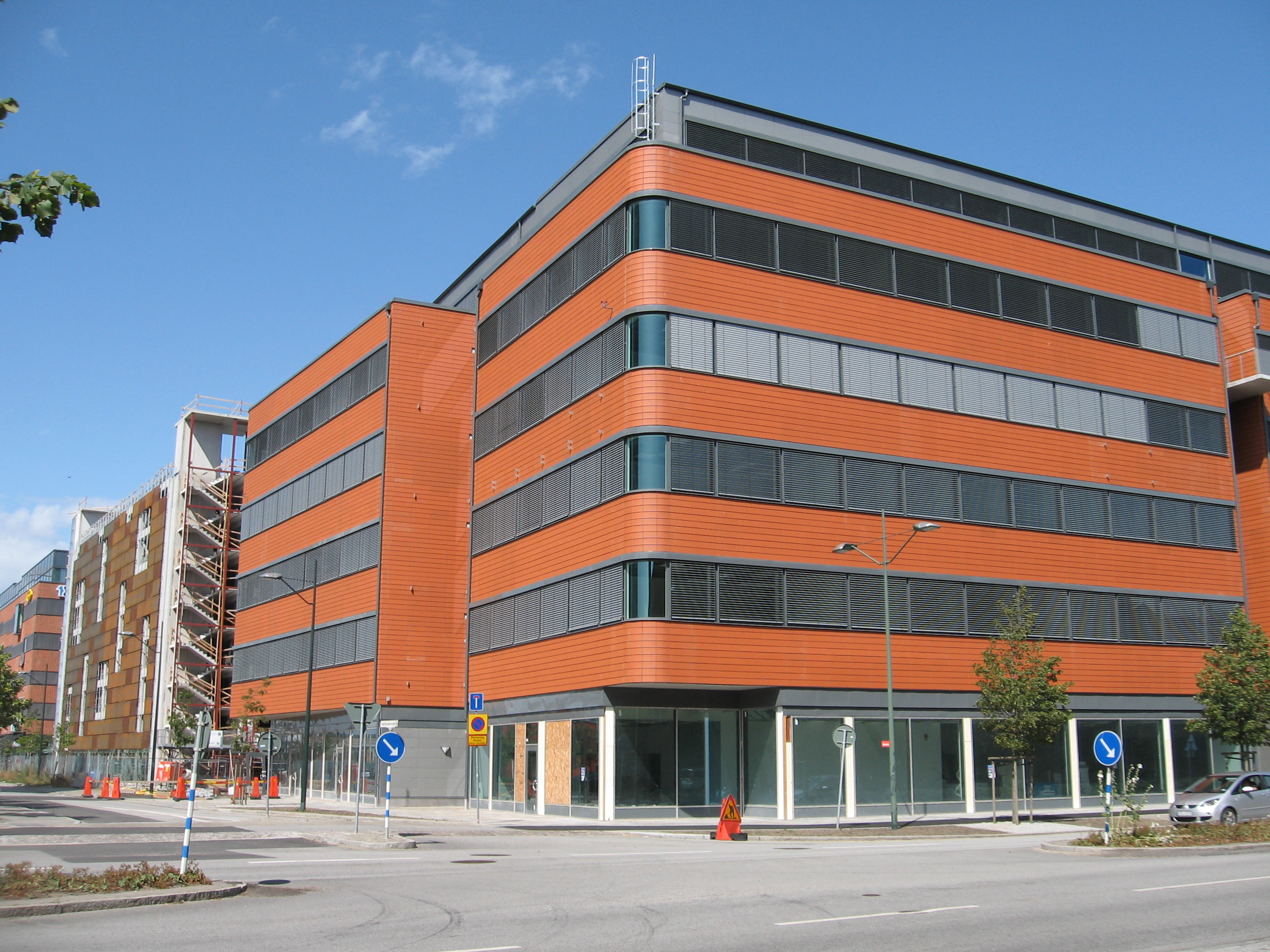
Ett flervånings kontorshus med stomme av stål, Malmö.

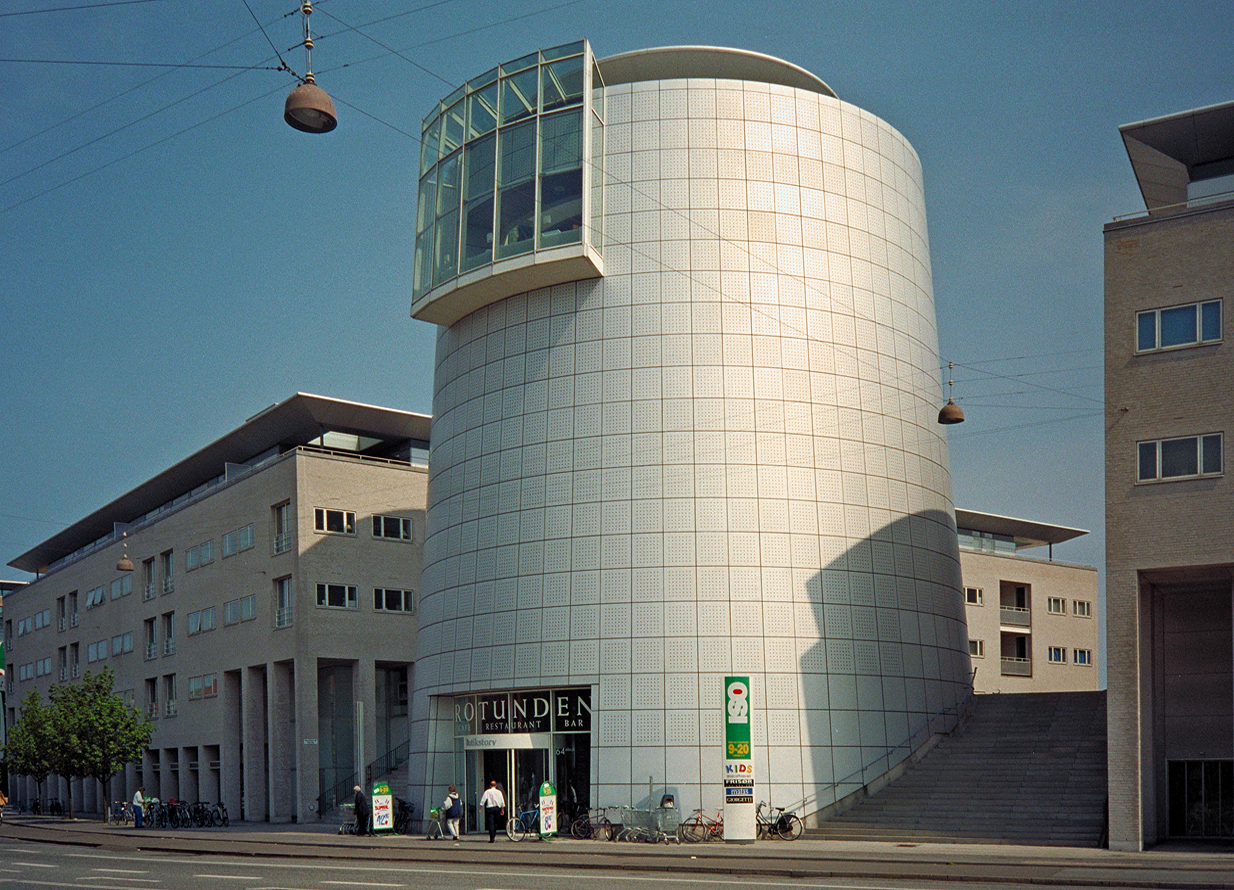
En cylindrisk byggnad, Rotunden i Hellerup utanför Köpenhamn.

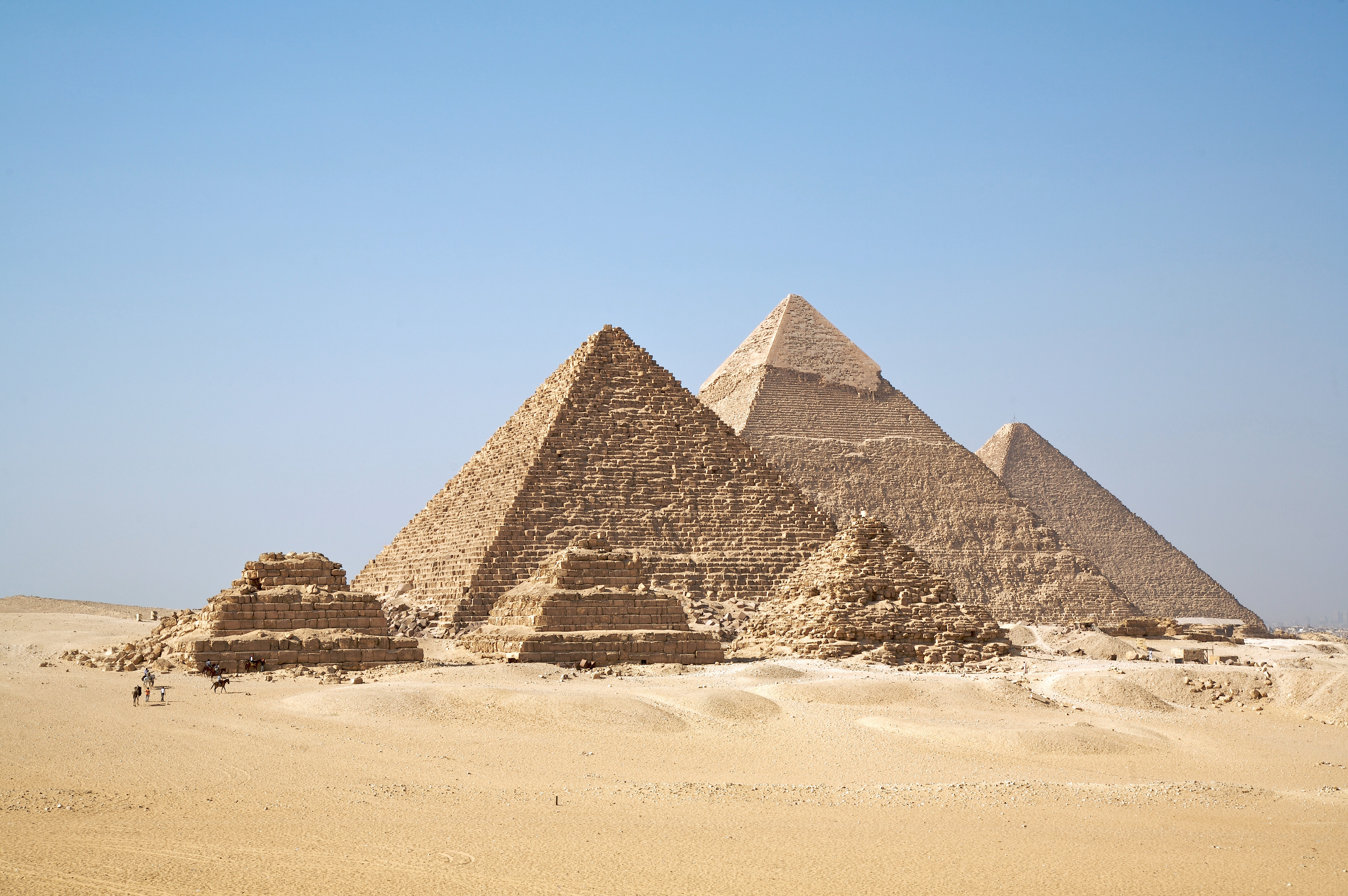
Pyramiderna vid Giza, kulturbyggnader.

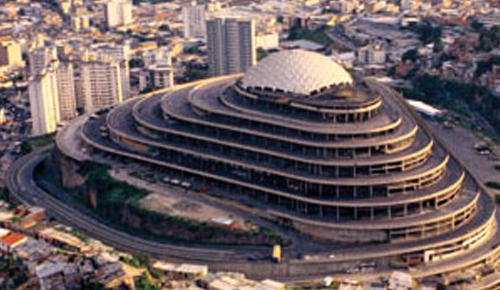
El Helicoide är en byggnad i Caracas.

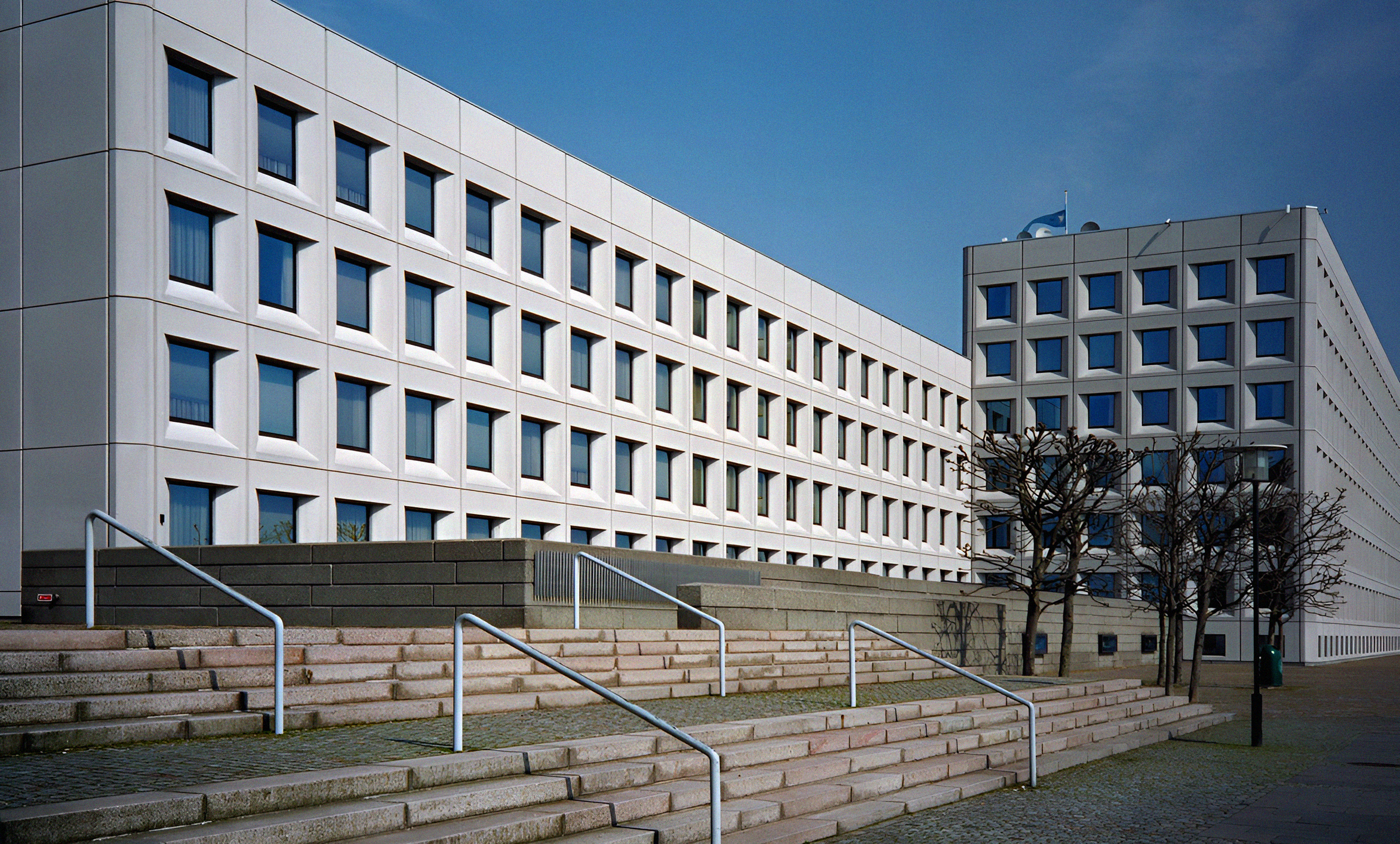
Maersks huvudkontor i Köpenhamn.

En byggnad definieras i plan- och bygglagen  så som en varaktig konstruktion som består av tak eller av tak och väggar och som är varaktigt placerad på mark eller helt eller delvis under mark eller är varaktigt placerad på en viss plats i vatten samt är avsedd att vara konstruerad så att människor kan uppehålla sig i den.
Bland tillfälliga byggnader kan nämnas cirkustält och baracker. Vissa typer av byggnader, främst sådana som är avsedda som bostad, kallas även hus.

## Historik
Redan för tiotusentals år sedan uppförde människan enkla byggnader. Dessa skulle tjäna som exempelvis klimat- eller väderskydd eller ha symbolisk eller kultisk funktion. I äldre tider var det i regel nyttjaren själv som uppförde byggnaden med hjälp av släkt och vänner. En medveten gestaltning av ett byggnadsverk är arkitektur.
Under 1800-talet började metoder för statiska beräkningar förfinas, som ledde till att den bärande stommen i byggnadsverk kunde göras smäckrare samtidigt som spännvidder kunde ökas, exempelvis för brokonstruktioner. Gällande husbyggnader infördes även allt fler installationer, som VVS-teknik, elektricitet, gas, centralvärme och hissar.
Moderna byggnader är oftast så komplexa att det blir ett arbete för specialister gällande planering (genom projektörer), tillståndsgivning (genom bygglov) och själva byggprocessen (genom en byggmästare).

## Byggnadstyper i urval
- Permanenta byggnader avsedda för bostadsändamål (flerbostadshus, villa, småhus, palats, slott, stuga).
- Kultbyggnader (pyramider, tempel, mausoleum)
- Byggnader för olika verksamheter (kontor, kyrka, museum, skola, sjukhus, badhus, varuhus, garage).
- Byggnader för tillverkning av produkter (fabrik, skeppsvarv, industribyggnad).
- Byggnader för nöjen och underhållning (teater, biograf, lusthus, arena, idrottsplats).
- Skyddsanläggningar (bunker, skyddsrum eller försvarsanläggningar).
- Tillfälliga byggnader (tält, containerhus, byggbodar och liknade).
- Byggnadskomplex är en samling av byggnader
- Kontorskomplex är en stor byggnad eller flera byggnader med kontor
- Lista över byggnadstyper

## Galleri

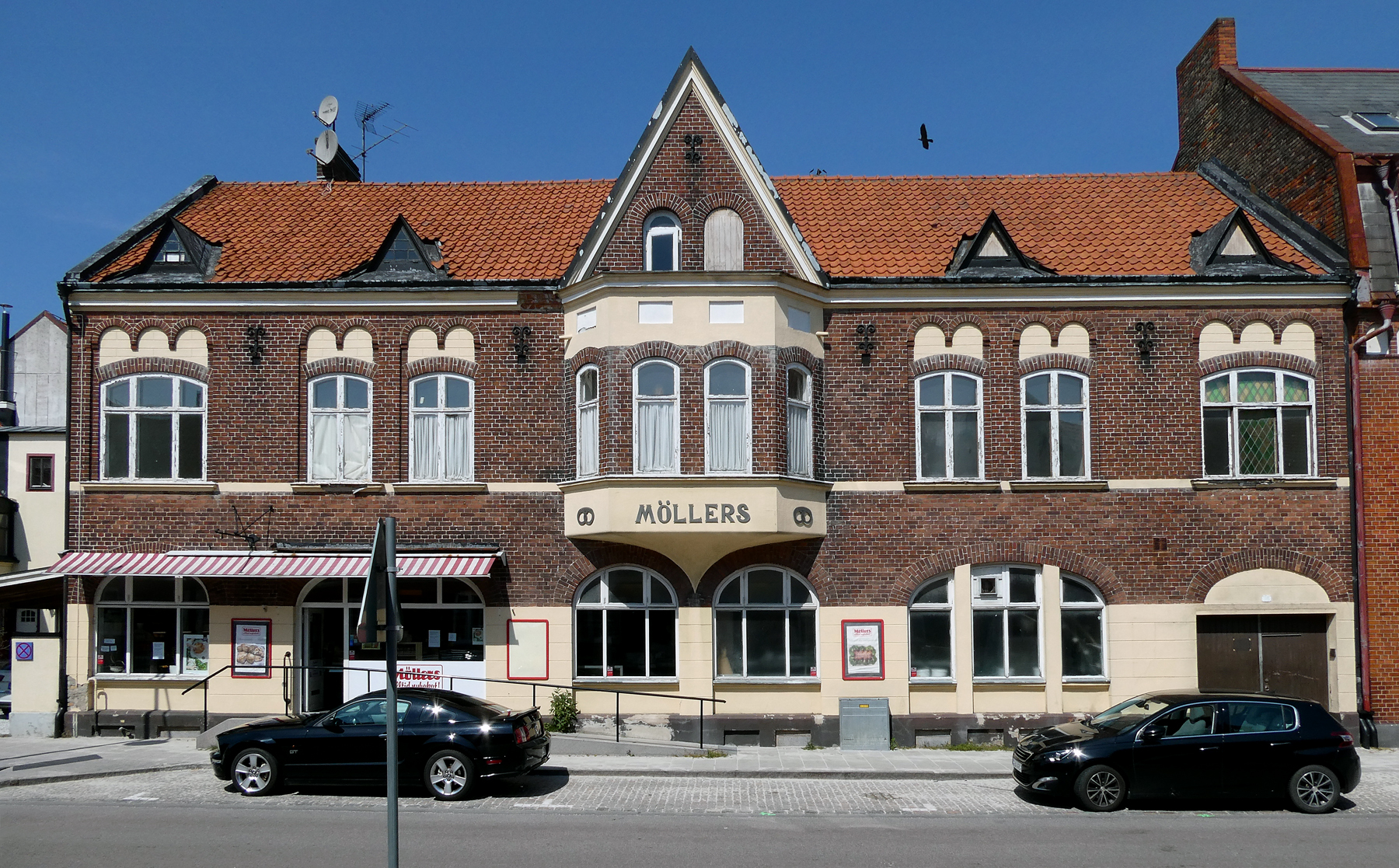
Möllers Bageri är en q-märkt byggnad i centrala Ystad uppförd 1911.
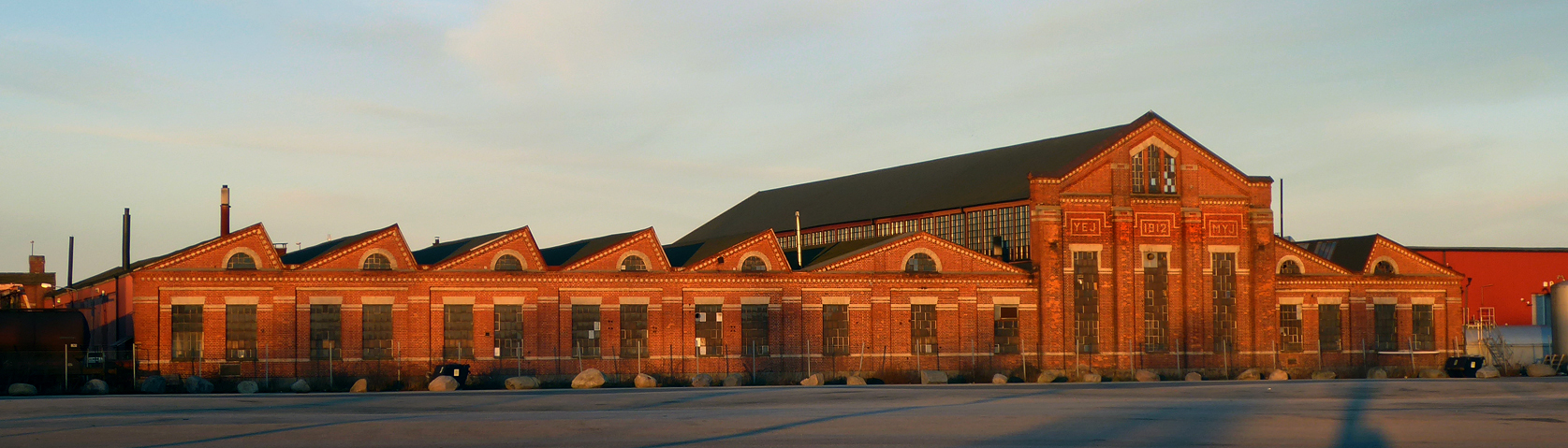
En gammal industribyggnad. Järnvägsverkstaden i Ystad byggd 1912.
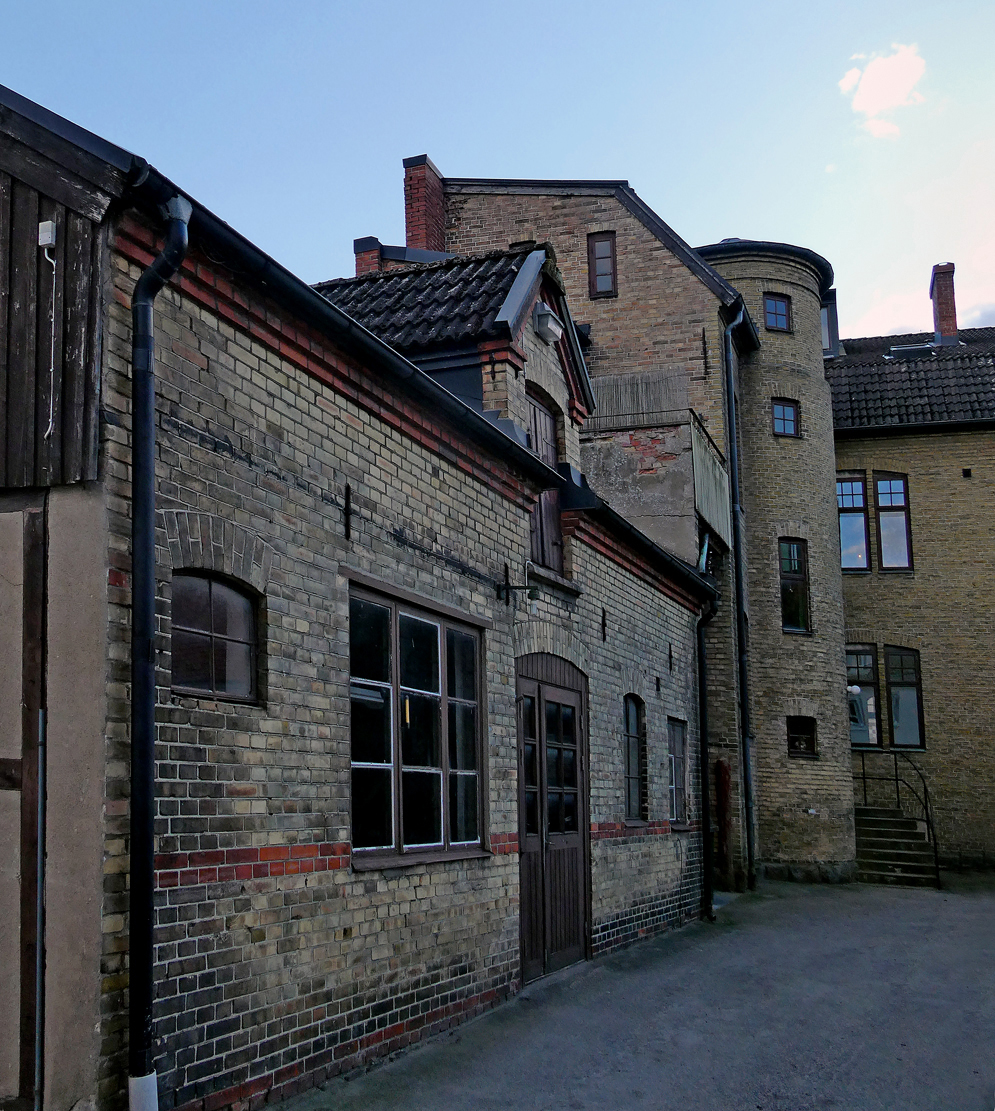
En byggnad uppförd med mindre verkstad som ändamål.
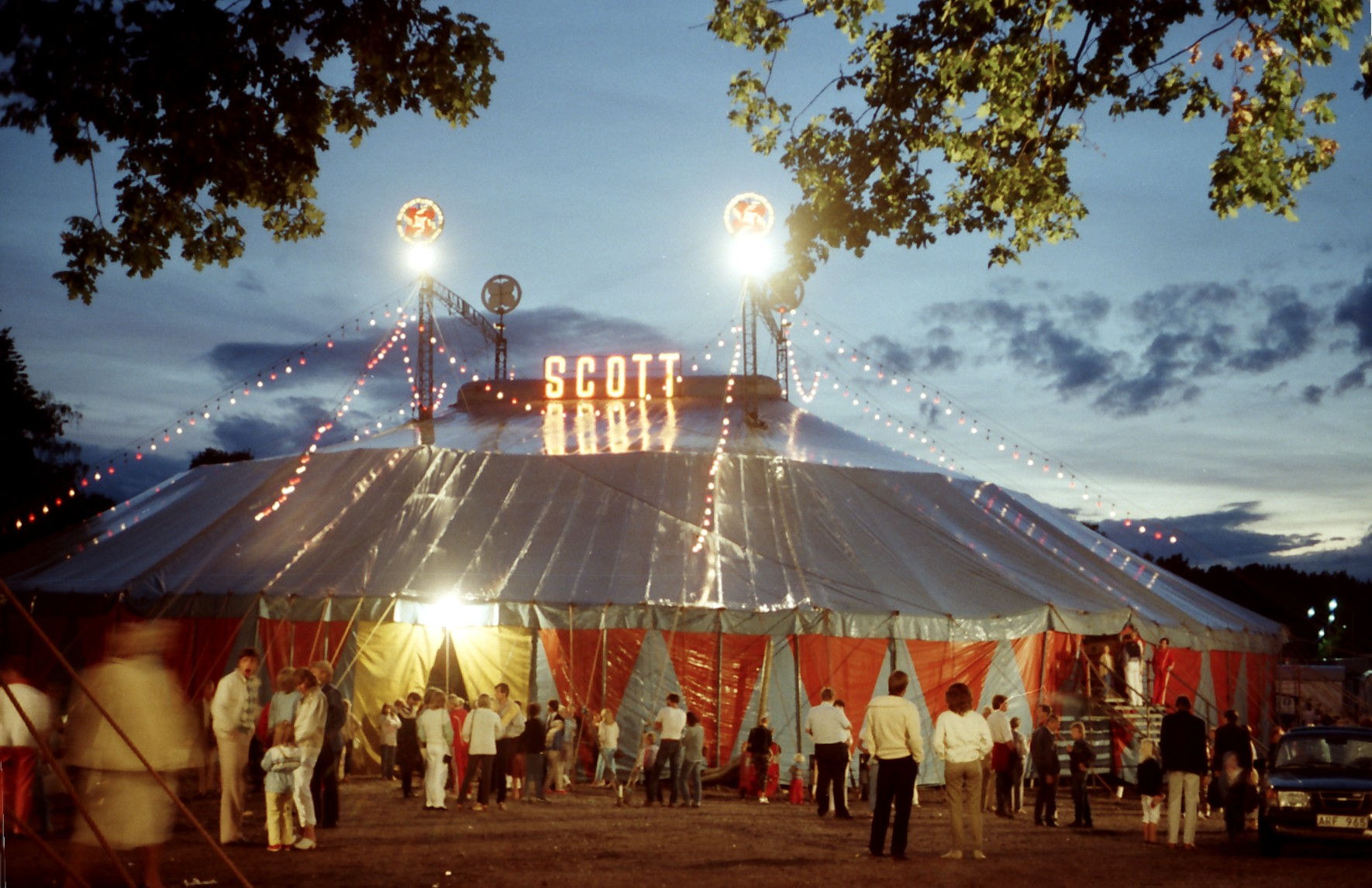
Cirkus Scotts tält, en tillfällig byggnad.
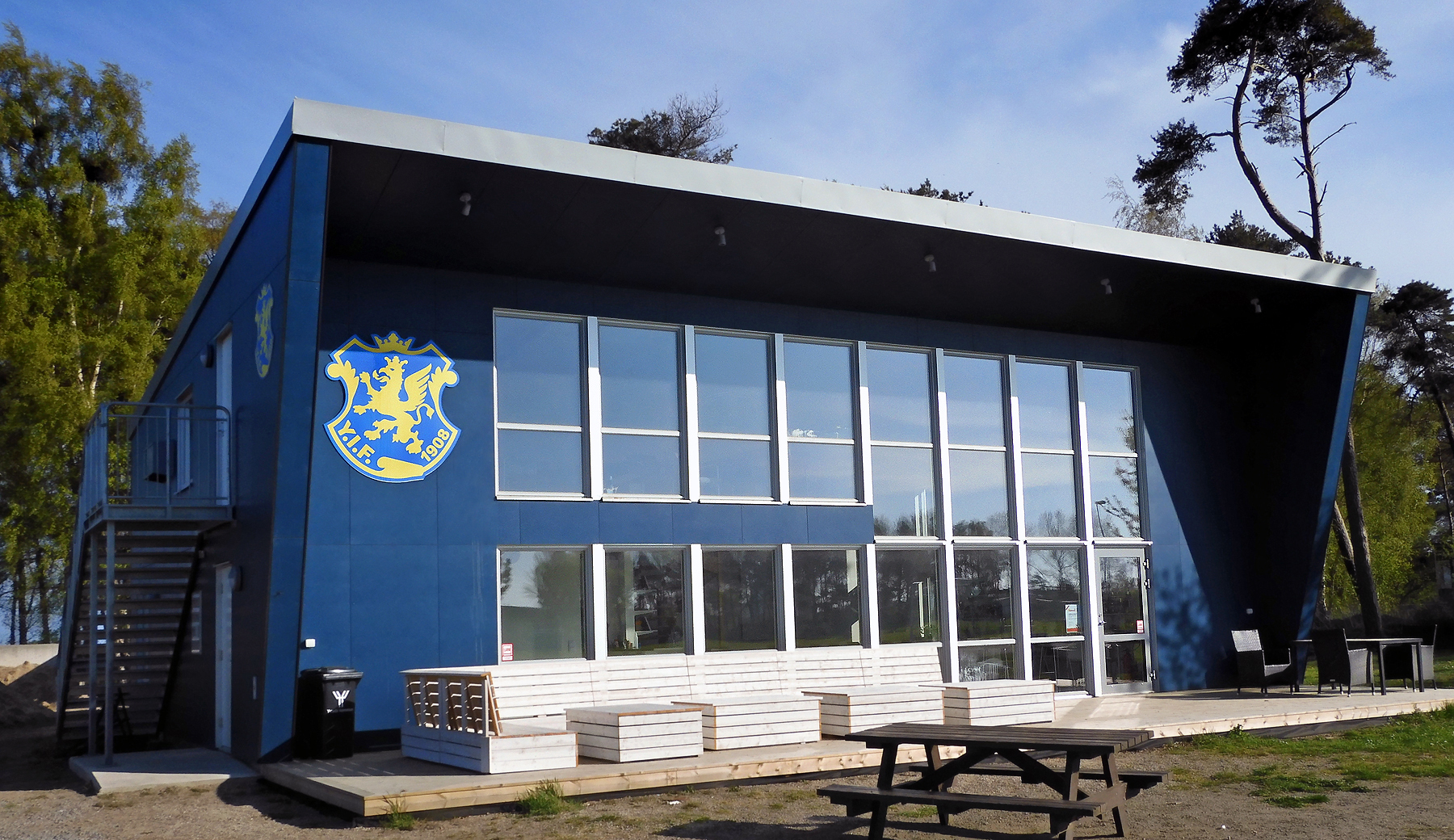
YIF Fotbollsförenings nya klubbhus 2021.
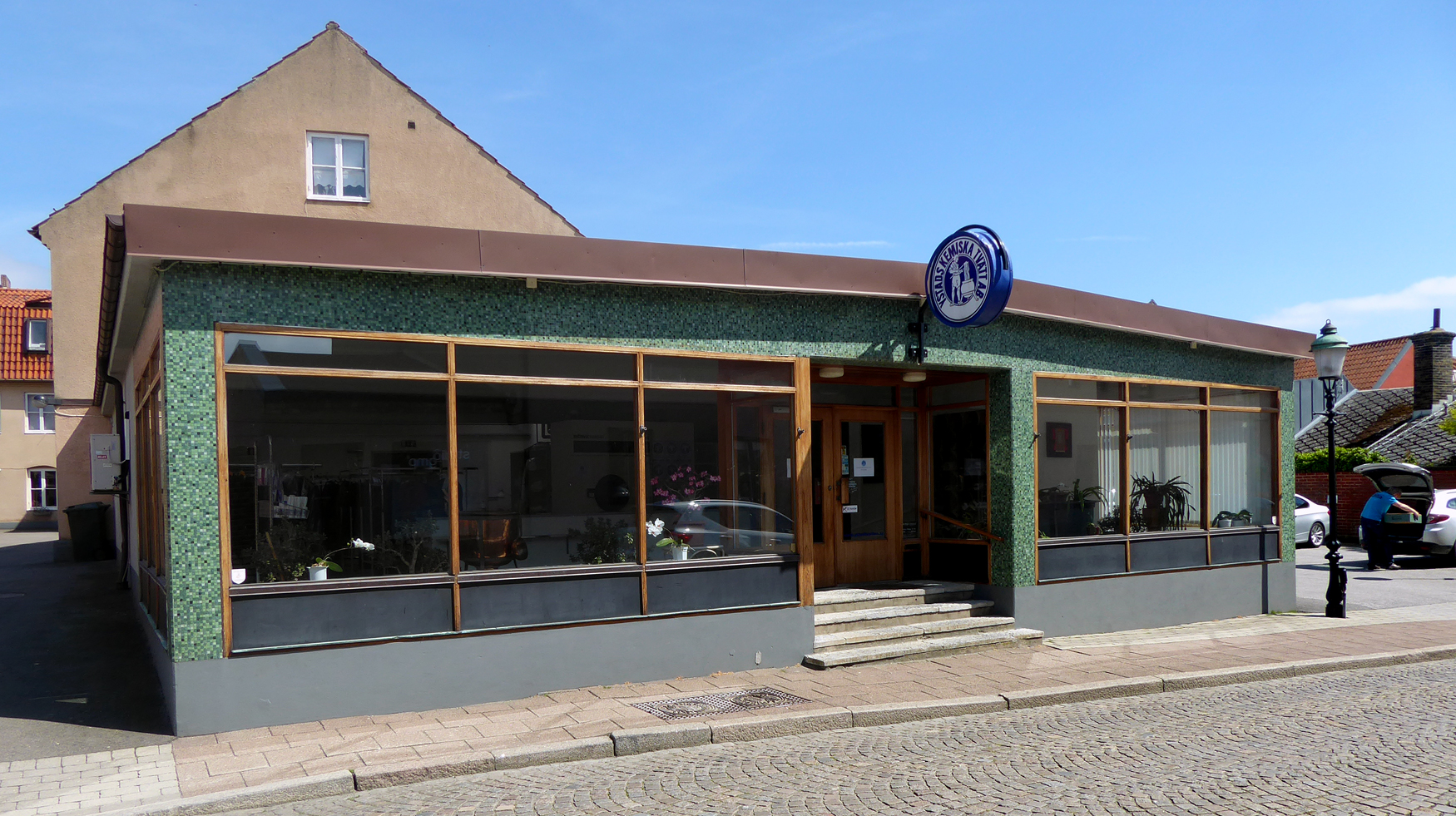
En byggnad med mosaik fasad från ca 1960.
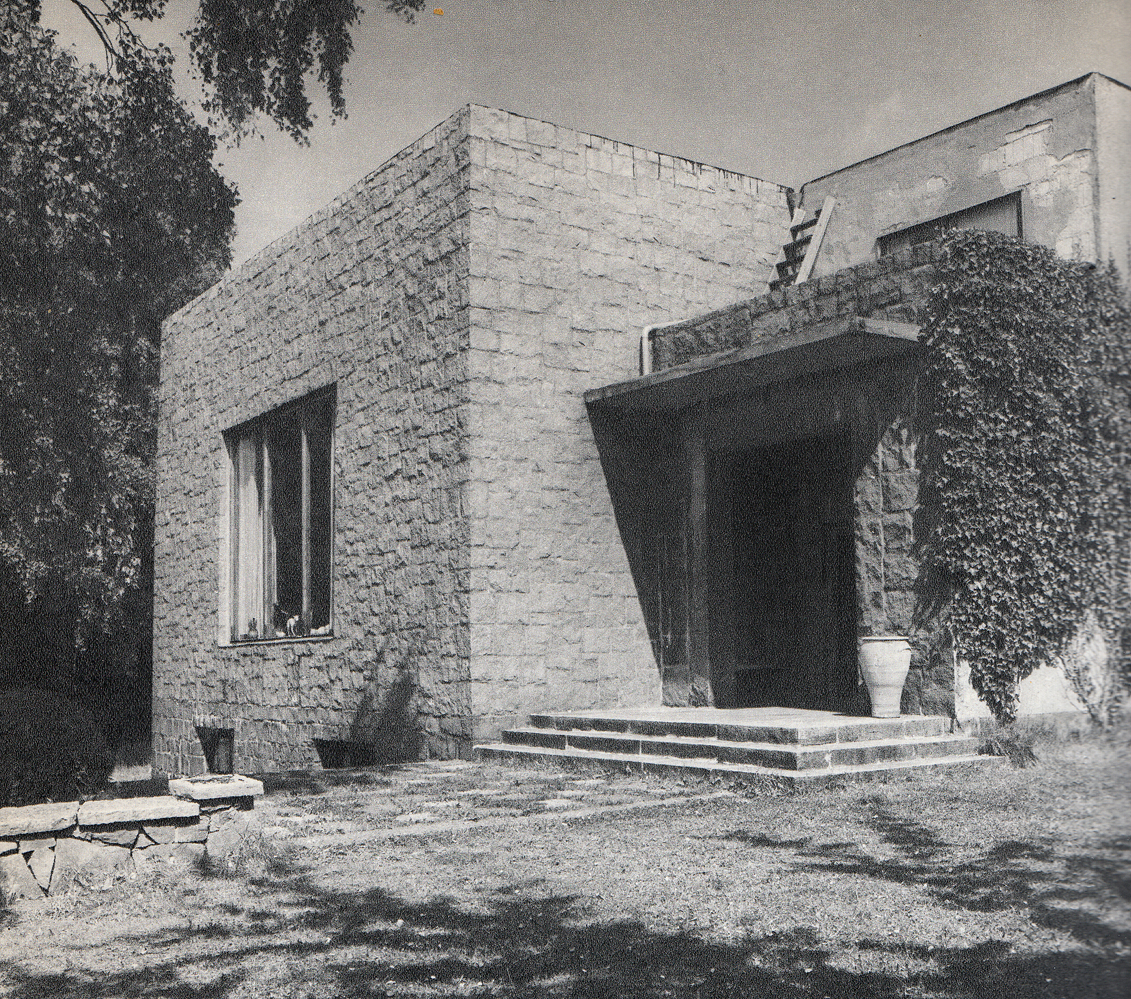
Christian Bergs ateljéhus på Hallandsåsen ca 1940.

## Byggnadstermer
- Bygglov
- Byggnadsnämnd
- Byggherre
- Byggnadsingenjör
- Byggmästare
- Byggnadsminne
- Byggnadsarea